# Piper malifolium
Piper malifolium är en pepparväxtart som beskrevs av William Trelease. Piper malifolium ingår i släktet Piper och familjen pepparväxter. Utöver nominatformen finns också underarten P. m. mercedanum.